# 2018年平昌オリンピックのオランダ選手団
2018年平昌オリンピックのオランダ選手団（2018ねんピョンチャンオリンピックのオランダせんしゅだん）は、2018年2月9日から23日まで大韓民国江原道平昌で開催された2018年平昌オリンピックのオランダ選手団、およびその競技結果。

## メダル
| メダル | 選手名                                                                                        | 競技                             | 種目               |
| ------ | --------------------------------------------------------------------------------------------- | -------------------------------- | ------------------ |
| 金     | カレイン・アクテレークテ                                                                      | スピードスケート                 | 女子3000m          |
| 金     | スベン・クラマー                                                                              | スピードスケート                 | 男子5000m          |
| 金     | イレイン・ブスト                                                                              | スピードスケート                 | 女子1500m          |
| 金     | キエルド・ナウシュ                                                                            | スピードスケート                 | 男子1500m          |
| 金     | ヨリン・テル・モルス                                                                          | スピードスケート                 | 女子1000m          |
| 金     | エスメー・フィッセール                                                                        | スピードスケート                 | 女子5000m          |
| 金     | スザンヌ・シュルティング                                                                      | ショートトラックスピードスケート | 女子1000m          |
| 金     | キエルド・ナウシュ                                                                            | スピードスケート                 | 男子1000m          |
| 銀     | イレイン・ブスト                                                                              | スピードスケート                 | 女子3000m          |
| 銀     | シンキー・クネフト                                                                            | ショートトラックスピードスケート | 男子1500m          |
| 銀     | パトリック・ルスト                                                                            | スピードスケート                 | 男子1500m          |
| 銀     | ヤラ・ファン・ケルコフ                                                                        | ショートトラックスピードスケート | 女子500m           |
| 銀     | ヨリト・ベルフスマ                                                                            | スピードスケート                 | 男子10000m         |
| 銀     | マリット・レーンストラ イレイン・ブスト アントワネット・デ・ヨング ロッテ・ファン・ベーク     | スピードスケート                 | 女子団体パシュート |
| 銅     | アントワネット・デ・ヨング                                                                    | スピードスケート                 | 女子3000m          |
| 銅     | マリット・レーンストラ                                                                        | スピードスケート                 | 女子1500m          |
| 銅     | スザンヌ・シュルティング ヤラ・ファン・ケルコフ ララ・ファン・ライフェン ヨリン・テル・モルス | ショートトラックスピードスケート | 女子3000mリレー    |
| 銅     | パトリック・ルスト ヤン・ブロクハイゼン スベン・クラマー コーエン・フェルバイ                 | スピードスケート                 | 男子団体パシュート |
| 銅     | コーエン・フェルバイ                                                                          | スピードスケート                 | 男子マススタート   |
| 銅     | イレーネ・スハウテン                                                                          | スピードスケート                 | 女子マススタート   |

## スケート

### スピードスケート
- 男子 - 10名。
- 女子 - 10名。

### ショートトラックスピードスケート
- 男子 - 5名。
- 女子 - 5名。

## ボブスレー

### ボブスレー
- 男子 - 4名。

### スケルトン
- 女子 - 1名。